# Tareq Saleh
Tareq Mohammed Abdullah Saleh ( árabe : طارق محمد عبد الله صالح ; nacido en 1970) es un comandante militar yemení y sobrino del difunto presidente Ali Abdullah Saleh. Su padre es el mayor general Mohammed Abdullah Saleh .  Antes de la crisis nacional que comenzó en 2011 , encabezó la Guardia Presidencial de élite . En 2012, se le ordenó retirarse de este puesto  pero resurgió como comandante en la alianza Houthi -Saleh cuando estalló la Guerra Civil Yemení en 2015. Cuando esta alianza colapsó en 2017, Tareq Saleh comandó tropas leales a su tío. Antes del colapso de las fuerzas pro-Saleh, Al Arabiya , de propiedad saudí , informó que se estaban llevando a cabo negociaciones para formar un consejo militar en las áreas controladas por Saleh, que habría estado encabezado por Tareq. Tras la muerte de su tío, surgieron informes de que el joven Saleh también había sido asesinado.  Sin embargo, estos nunca fueron confirmados, y las fuerzas Houthi lanzaron una persecución. Saleh evadió la captura y finalmente resurgió en la gobernación de Shabwah , controlada por los leales a Hadi.